# ماتياس أريزو
ماتياس أريزو (بالإسبانية: Matías Arezo) (مواليد 21 نوفمير 2002) هو لاعب كرة قدم من الأوروغواي يلعب كمهاجم في نادي ريفر بليت.

## روابط خارجية
- ماتياس أريزو على موقع قاعدة بيانات كرة القدم.إي يو (الإنجليزية)
- ماتياس أريزو على موقع Soccerway.com (الإنجليزية)
- ماتياس أريزو على موقع عالم كرة القدم.نت (الإنجليزية)